# 維根茲超市
維根茲責任有限公司（德語：Veganz GmbH）是歐洲第一間純素連鎖超市。旗艦公司主要從事純素商品的批發，同時負責經營、管理旗下的連鎖食品雜貨商店，且僅販售符合純素維根理念(vegan)的商品。

## 历史
維根茲的總部位在德國，在2011年夏天，他們在柏林市的普倫茨勞貝格區設立第一間店面，規模約250平方公尺。
很快旗下九間超商陸續於德國境內外不同城市設立。在歐洲境內和境外外設立其他分店的計畫也大致底定。2014年，維根茲已經在的德國的柏林市弗里德里希斯海因區、法蘭克福、漢堡、慕尼黑(於2016年八月結束營業)、埃森市、科隆市，還有布拉格(捷克)  和奧地利維也納擁有分店。 同年，維根茲宣布即將在美國奧勒岡州的波特蘭市成立海外第一間超商店面。 後來這項計畫的執行延期到2017年。維根茲計畫2016年五月將在美國波特蘭市成立總倉，用來批發配送美國地區的維根茲商品。
維根茲集團的批發業務自2014年以來成長快速。他們與德國上百間中大型連鎖零售超商合作包括: 奥乐齐、Dm藥妝店、凱薩特格曼(Kaiser’s Tengelmann)、格羅布斯(Globus)、麥德龍(Metro)等。 
維根茲連鎖超商是由持維根純素(vegan)的伊昂‧伯瑞達克 (Jan Bredack) 於2011年所創立。他曾經在梅賽德斯-賓士公司擔任資深經理。公司的座右銘是「我們熱愛生命」(Wir lieben Leben) 。

## 產品及顧客

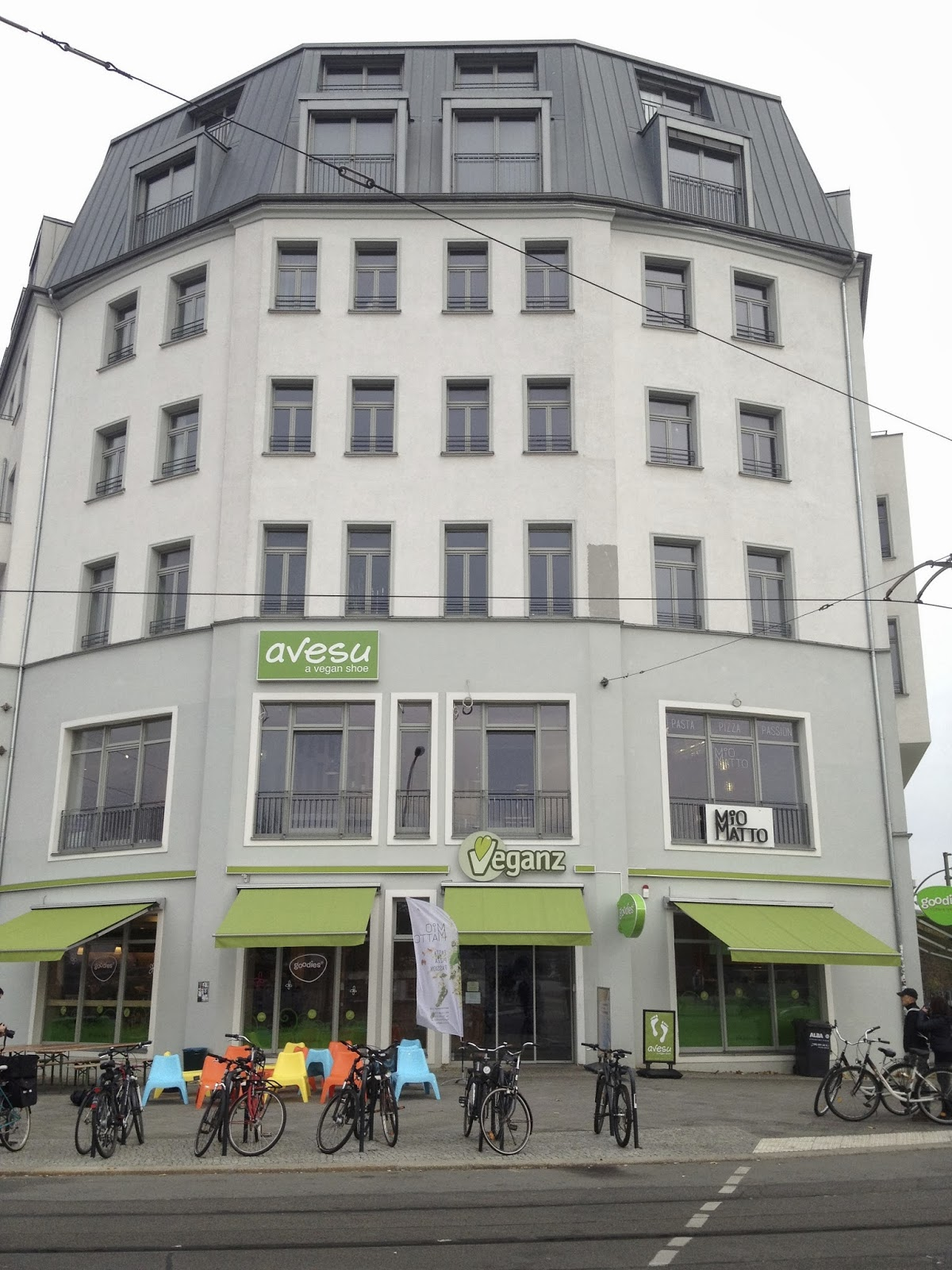
維根茲在柏林市普倫茨勞貝格區的店面

維根茲超商只販售純素商品。在維根茲直營的連鎖超商提供顧客一整個完整且均衡的全類別商品供選購，從30幾個國家引進超過4,500個純素商品， 其中包括: 45種不同種類的植物奶和奶油、純素冰淇淋、無奶蛋美奶滋、沾醬、各種仿肉素料和魚肉替代品(如素魚排)、還有各類無奶蛋麵包、甜點、以及80種非奶製純素起司。公司的目標是將其品牌「維根茲 -我們熱愛生命」打造成「公平交易」、「有道德」、「永續企業」及「對動物不殘忍的商品」的同義詞。他們採購的食品以天然、有機、健康、輕加工為主。因此，他們提供的商品中，有百分之八十五是有經過「有機認證」的商品。他們還有提供純素巧克力、餅乾、甜食、寵物飼料、咖啡、無動物實驗的清潔用品和化妝品。
在2015年春天，維根茲公司成立了自有品牌。同年年底，該品牌已有約50種植物性商品可選擇，而隨後到了2016年，更是增加了100多種。商品項目包括: 超級食物、各種樣式的巧克力、餅乾、純素日常食材、各類肉類替代品、以及冷凍食品，如冰淇淋和披薩 。
除了經營超市之外，他們也提供餐飲服務、純素烹飪課程、舉辦純素食品工作坊和電影之夜。 同時也提供線上購物服務。
根據創辦人伯瑞達克的說詞, 他們大部分的客戶群年齡層介在18到34歲，不過55歲以上的高齡消費者有在增加的趨勢。約60%的客人本身是純素者，而10%是觀光客。根據此消費人口統計數據，他們計畫在有大學的觀光城市裡尋找設立點。伯瑞達克接受「柏林日報」（Berliner Zeitung）採訪時表示，他在柏林成立第一間超商時，原本預計一天的顧客量只有一百人，但是實際營運後，每天人次達到平均400人，且一年後其營業額翻倍達到150萬歐元。

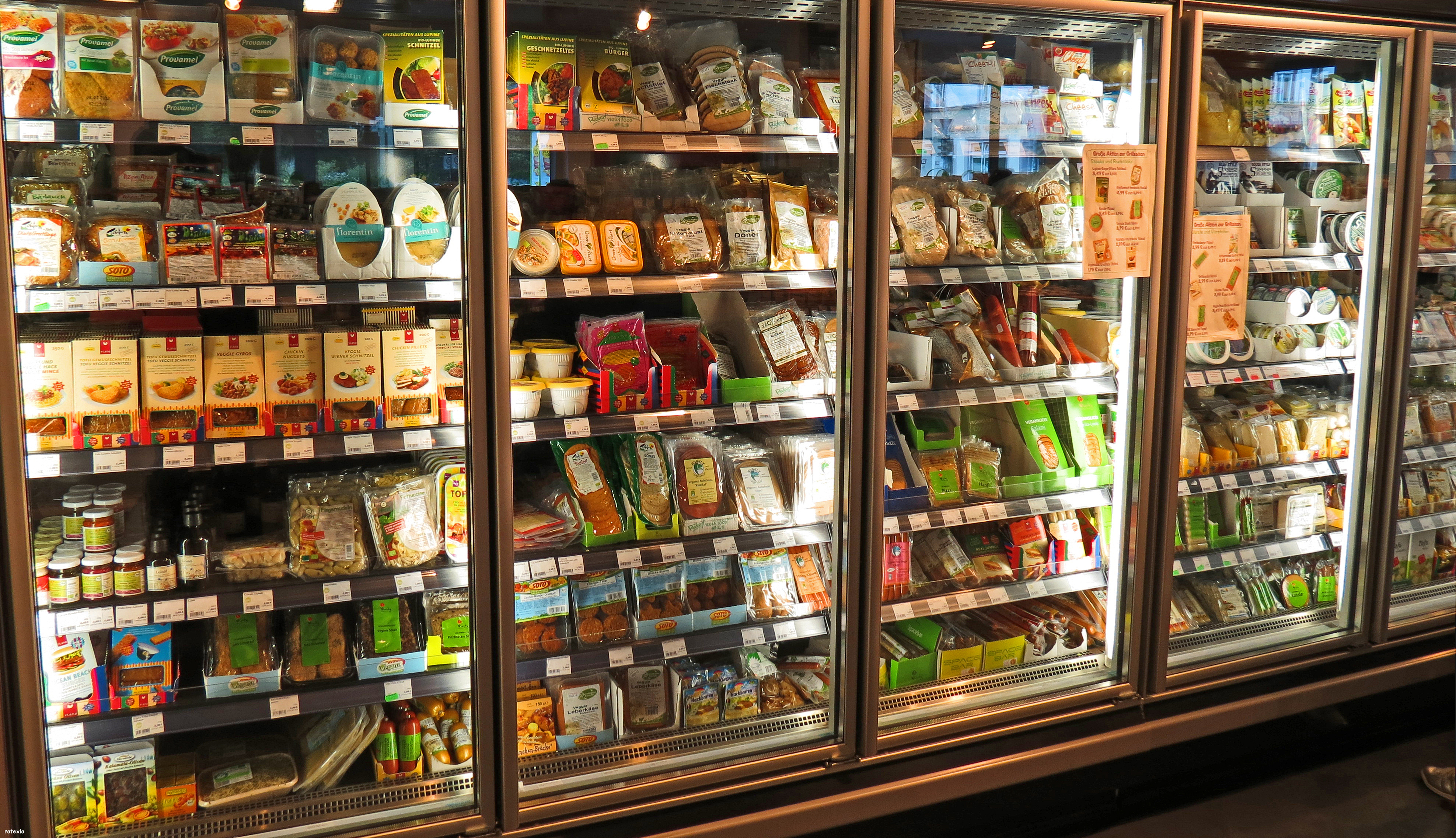
維根茲柏林市席菲爾拜內街(Schivelbeiner)34號門市的素料專區

## 德國的純素主義
純素主義和素食主義人口在歐洲持續成長，包括人民以大啖肉食而聞名的德國。根據統計，德國平均每年每人吃掉132磅的肉。而根據德國素食協會（The German Vegetarian Society）的估計，目前德國素食人口有七百萬 （約占總人口數的8%-9%）。其中，純素者有80萬人。 2013年元月，柏林市就有11家純素餐廳、點心吧和咖啡簡餐店。

## 註解
1. ↑  Antonia Molloy, "No meat, no dairy, no problem: is 2014 the year vegans become mainstream?" （页面存档备份，存于）
2. ↑  .   [2017-03-01]. （原始内容存档于2019-06-10）.
3. ↑  Maria Mooney, "Vegan Supermarket Chain to Come to US in 2016" （页面存档备份，存于）, Ecorazzi, 9 June 2014.
4. ↑  . www.pdxmonthly.com.   [2016-03-02]. （原始内容存档于2019-06-08）.
5. ↑  Homepage （页面存档备份，存于）, veganz.de
6. ↑  . 香港蘋果日報. 2016-03-02  [2017-04-12]. （原始内容存档于2017-06-09）.
7. ↑  "Ueber Veganz" （页面存档备份，存于）, veganz.de
8. ↑  "Kochkurse" （页面存档备份，存于）, veganz.de; Susie Mesure, "Veganism 2.0: Let them eat kale" （页面存档备份，存于）, The Independent, 8 December 2013.
9. ↑  Online store 的存檔，存档日期2014-01-02., veganz.de
10. 1 2  Jutta Maier, "Vegan ist das neue Bio" （页面存档备份，存于）, Berliner Zeitung, 18 January 2013.
11. ↑  Amy Guttman, "Meat-Drenched Oktoberfest Warms To Vegans" （页面存档备份，存于）, National Public Radio, 4 October 2013.

## 外部連結
- 官方网站